# سدریک آوینل
سدریک آوینل (انگلیسی: Cédric Avinel؛ زادهٔ ۱۱ سپتامبر ۱۹۸۶) بازیکن فوتبال اهل فرانسه است.
از باشگاه‌هایی که در آن بازی کرده‌است می‌توان به باشگاه فوتبال کلرمون فوت، باشگاه فوتبال استافورد رانجرز، باشگاه فوتبال کن، و باشگاه فوتبال واتفورد اشاره کرد.
وی همچنین در تیم ملی فوتبال جزیره گوادلوپ بازی کرده‌است.